# Grupo Financiero Galicia

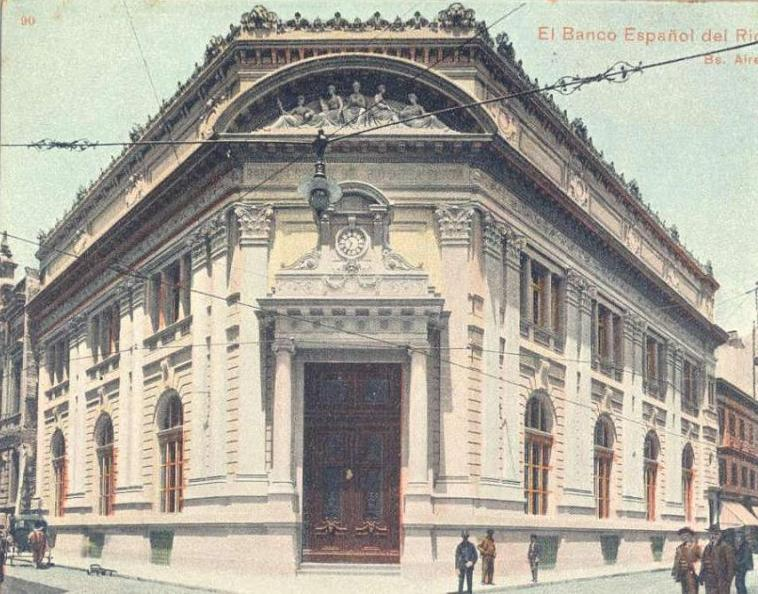
A original sede em Buenos Aires.

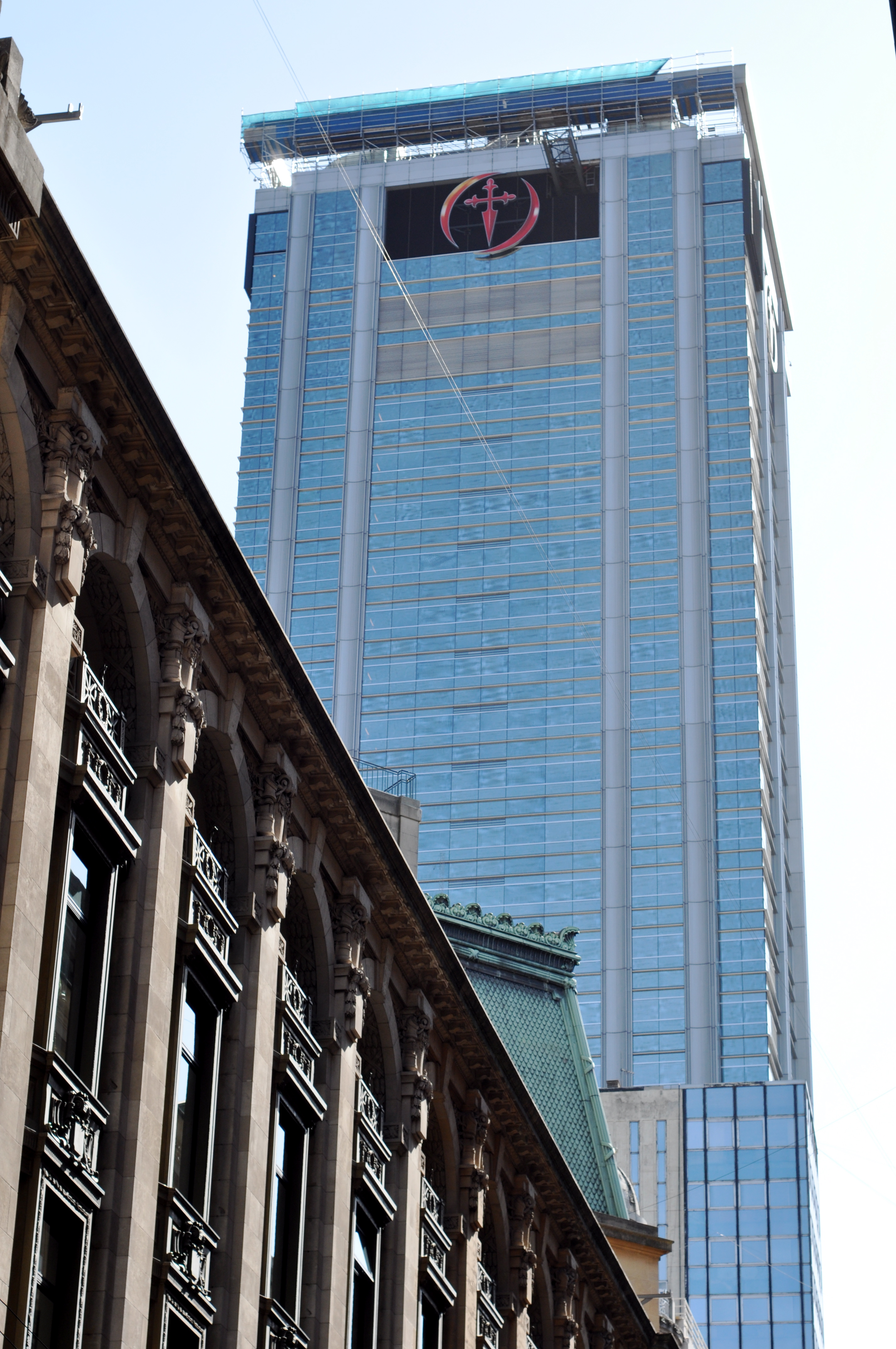
nova sede.

Grupo Financiero Galicia é uma companhia financeira argentina, sediada em Buenos Aires.

## História
A companhia foi estabelecida em 1905 como Banco de Galicia y Buenos Aires por um consórcio liderado pelo empreendedor galego Manuel Escasany, .